# 2012 (película)
2012 es una película estadounidense de ciencia ficción y catástrofes de 2009 dirigida por Roland Emmerich y protagonizada por John Cusack. Distribuida por Columbia Pictures, la película se rodó en Vancouver (Canadá) durante el verano de 2008 y se estrenó el 14 de noviembre de 2009.
Su premisa y base es la fecha de fin del mundo de 2012, basada en las lecturas del calendario maya, cuyos inscritos narraban el fin de una era bajo un cataclismo causado por un desplazamiento de la corteza terrestre.
El largometraje sigue a distintos personajes y sus formas de afrontar la noticia del fin de los tiempos y sus desesperados intentos de sobrevivir a toda costa.

## Argumento
En 2009, el geólogo estadounidense Adrian Helmsley visita al astrofísico Satnam Tsurutani en la India Oriental y se entera de que un nuevo tipo de neutrino procedente de una erupción solar está calentando el núcleo de la Tierra. De vuelta a Washington D. C., Adrian alerta al Jefe de Gabinete de la Casa Blanca, Carl Anheuser, y al Presidente Thomas Wilson.
En 2010, más de cuarenta y seis naciones comienzan a construir nueve arcas en el Himalaya, en el Tíbet, y a almacenar artefactos en lugares seguros. Nima, un monje budista, es evacuado con sus abuelos, y su hermano Tenzin se une al proyecto del arca. La financiación adicional se consigue en secreto, vendiendo boletos a magnates por 1000 millones de euros por persona.
En 2012, Jackson Curtis, escritor de ciencia ficción en apuros, es chófer en Los Ángeles del multimillonario ruso Yuri Karpov. La ex mujer de Jackson, Kate, y sus hijos, Noah y Lilly, viven con el novio de Kate, el cirujano plástico y piloto aficionado Gordon Silberman. Jackson lleva a Noah y Lilly de acampada al Parque Nacional de Yellowstone. Cuando encuentran el lago Yellowstone seco y vallado por el ejército de los Estados Unidos, son capturados y llevados ante Adrian. Más tarde conocen al teórico de la conspiración y personalidad de la radio Charlie Frost, le habla a Jackson de que la teoría de Charles Hapgood sobre el desplazamiento de la corteza terrestre, el Calendario maya, los jopis, el oraculo I Ching y la Biblia predicen un apocalipsis en el 21 de diciembre de 2012 con catástrofes mundiales y que los gobiernos del mundo silencian a cualquiera que intente advertir al público sobre ellas. Jackson hace caso a la advertencia de Charlie tras la rápida partida de los hijos de Yuri, Alec y Oleg, y alquila un Cessna 340A para rescatar a su familia. Mientras el desastre fractura la falla de San Andrés, Jackson y su familia llegan al aeropuerto de Santa Mónica y consiguen que el avión despegue justo antes de que la costa del Pacífico se deslice hacia el océano. El grupo vuela a Yellowstone y recupera el mapa de Charlie sobre la ubicación de las arcas. La caldera de Yellowstone entra en erupción y Charlie se queda para terminar su transmisión; los escombros le matan. Al darse cuenta de que necesitan un avión más grande para ahorrar combustible, el grupo aterriza en el Aeropuerto Internacional McCarran, al sur del centro de Las Vegas, para buscar uno.
Adrian, Carl y la primera Hija Laura vuelan a las arcas, mientras el presidente Wilson permanece en la Casa Blanca para dirigirse a la nación. Jackson encuentra a los Karpov, a Tamara, la novia de Yuri, y a su piloto Sasha. Sasha y Gordon los sacan volando en un Antonov 500 mientras las cenizas volcánicas de la Caldera de Yellowstone envuelven el valle de Las Vegas. Miles de millones de personas mueren en catástrofes en todo el mundo, incluido el presidente Wilson. Al desaparecer la línea de sucesión presidencial tras la muerte del Vicepresidente, Carl se nombra a sí mismo comandante en jefe en funciones.
Al llegar al Himalaya, los motores del avión se averían. El grupo utiliza un Bentley Flying Spur guardado en la bodega para escapar, mientras que Sasha hace aterrizar el avión en un glaciar y éste se desliza por un acantilado, lo que le cuesta la vida. Los supervivientes son localizados por helicópteros de las Fuerzas Aéreas chinas, que llevan a los Karpov a las arcas, pero todos los demás son abandonados, incluida Tamara. Nima los lleva a las arcas con su familia. Con la ayuda de Tenzin, llegan de polizones al Arca 4.
Ante la inminencia de un megatsunami, Carl ordena cerrar las puertas de carga aunque la mayoría de la gente no ha embarcado. Adrian convence al capitán y a los demás líderes mundiales supervivientes para que permitan a los pasajeros subir a bordo de las arcas, a pesar de la oposición radical de Carl, pero Yuri cae al vacío mientras empuja a sus hijos hacia el Arca 4. La puerta se cierra después de que los supervivientes estén a bordo, hiriendo a Tenzin y aplastando a Gordon. El destornillador de impacto que Tenzin utiliza para acceder a la nave queda atascado en el mecanismo de la puerta, impidiendo que se cierre por completo e inutilizando los motores de la nave. Al producirse el tsunami, la parte trasera del arca comienza a inundarse y queda a la deriva, rumbo al Monte Everest. Adrian se apresura a despejar los engranajes, pero las puertas estancas se cierran, atrapando a los polizones y ahogando a Tamara. Noah y Jackson desalojan la herramienta. La tripulación recupera el control del arca, mientras Jackson y Noé regresan sanos y salvos.
Veintisiete días después, las aguas retroceden. Las arcas se acercan al Cabo de Buena Esperanza, donde los montes Drakensberg son la cordillera más alta de la Tierra porque África subió unos kilómetros, Europa, Asia, América y Oceanía fueron inundados y arrasados por las aguas mientras que los polos se invirtieron y el polo sur esta en lo que era Wisconsin. Adrian y Laura comienzan una relación, mientras que Jackson y Kate reconstruyen su matrimonio.

## Reparto
| Actor                          | Personaje                   | Descripción |
| ------------------------------ | --------------------------- | --- |
| John Cusack                    | Jackson Curtis              | Escritor luchador, que trabaja como chofer de los hijos del billonario ruso Yuri Karpov. Es padre de Noah y Lilly y exesposo de Kate. Luego de que intentara él y su familia volar para salvarse de la catástrofe, logró convencer a Yuri de irse en su avión, tan grande donde pueden estar él y sus familiares. Al final, logra reconquistar a Kate y terminan juntos. |
| Amanda Peet                    | Kate Curtis                 | Estudiante de medicina muy sensible y preocupada por sus hijos. Es la exesposa de Jackson y madre de Noah y Lilly. Luego de su separación con Jackson, inicia una relación con el cirujano Gordon Silberman. Luego de todos los hechos ocurridos por la catástrofe, vuelve con Jackson.                                                                                  |
| Chiwetel Ejiofor               | Dr. Adrian Hemsley          | Geólogo y asesor científico del Presidente de los Estados Unidos. Tiene un amor profundo hacia la hija de este, Laura. Él es un hombre fuerte y luchador, que intentó hasta el final que se abrieran las compuertas para dejar pasar a las personas. Con el pasar del tiempo, él y Laura son formalmente una pareja.                                                     |
| Thandie Newton                 | Dra. Laura Wilson           | Gran fanática del arte, e hija del Presidente de los Estados Unidos Thomas Wilson. Es una mujer muy honesta y con un gran corazón. No estuvo de acuerdo con que su padre se quedara en la nación, pero aun así siguió el legado que dejó este. Inicia una relación con Adrian Hemsley, del que se enamoró con el pasar del tiempo.                                       |
| Thomas McCarthy                | Dr. Gordon Silberman        | Cirujano plástico, novio de Kate. Logró sobrevivir a la catástrofe junto con la familia Curtis. Gordon muere aplastado por los engranajes del arca, cuando Jackson intentó salvarlo. |
| Oliver Platt                   | Carl Anheuser               | Jefe de Gabinete de la Casa Blanca y antagonista principal de la película. Es muy duro y es un gran rival de Adrian. Él ordenaba asesinar a todos los que intentaban revelar lo de las arcas, y fue el único que ordenaba que no se abrieran las compuertas para que la gente se salvara de la catástrofe.                                                               |
| Liam James                     | Noah Curtis                 | Niño muy rebelde y adicto a los aparatos electrónicos. Es hijo de Jackson y Kate. Al principio no tenía una muy buena relación con su padre, pero con el pasar del tiempo lo empezó a querer más de lo que lo hacía. |
| Morgan Lily                    | Liliana Curtis              | Niña muy carismática y adorable. Hija de Jackson y Katie. Siempre ha tenido un lazo muy grande con sus padres, y también quiere mucho al novio de su madre, Gordon. |
| Danny Glover                   | Presidente Thomas Wilson    | Honorable Presidente de los Estados Unidos y el padre de Laura. Considera un gran amigo a Adrian y le informa a este que no irá con los demás en el avión. Luego de que ocurriera un terremoto mientras estaba al mando de la nación en los últimos minutos acompañando a la gente sin consuelo, un catastrófico tsunami acabó con su vida.                              |
| Woody Harrelson                | Charlie Frost               | Loco teórico que sabía todo lo que iría a pasar. También tiene su propio programa de radio donde habla muchas cosas acerca de los temas de apocalipsis. Mientras se encontraba hablando por la radio fascinado de las maravillas del fin del mundo tal y como él había predicho, una lluvia de rocas de un volcán lo aplastan, causándole la muerte.                     |
| John Billingsley               | Profesor Frederick West     | Científico experto del tema, y un gran colega de Adrian. Su mano derecha en todo momento fue Scotty. Al sobrevivir a la catástrofe, informa que los polos han cambiado y también el pico más alto de todo el mundo. |
| Ryan McDonald                  | Scotty                      | Ayudante del profesor West. |
| Blu Mankuma                    | Harry Hemsley               | Cantante de jazz, padre de Adrian. Su mejor amigo era Tony. Pero un tsunami arrasó con el Génesis, donde él y su amigo cantaban, causándole la muerte. En el final alternativo, él sobrevive con los del barco y son encontrados por los capitanes de las arcas. |
| George Segal                   | Tony Delgatto               | Cantante de jazz y mejor amigo de Harry. Falleció cuando un tsunami se topó con el Génesis y viró completamente el barco. En el final alternativo, sobrevive con Harry y son encontrados por las arcas, pero él termina enyesado. |
| Stephen McHattie               | Capitán Michaels            | Capitán del Arca 004, donde va todo el equipo de la presidencia de la Casa Blanca. Es el encargado del manejo de todos los controles del arca para que la misión salga bien. |
| Iván G'vera                    | Capitán Losenko             | Otro de los capitanes de las arcas en este caso el Arca 006, funge como el principal Jefe del arca para que la misión salga bien y sin contra tiempos. Se da a entender que logró que su arca lograra sobrevivir el maremoto al final de la película. |
| Jimi Mistry                    | Dr. Satnam Tsurutani        | Astrofísico que descubre los neutrinos que están calentando la corteza terrestre. Falleció junto a su familia cuando un tsunami arrasó India. |
| Karin Konoval                  | Sally                       | Secretaria personal del presidente Thomas Wilson. Posiblemente murió durante el terremoto que ocurrió en la ciudad de Washington o cuando un tsunami arrasó la Casa Blanca. |
| Zlatko Burić                   | Yuri Karpov                 | Billonario ruso y un boxeador profesional. Es padre de Alec y Oleg, sus hijos gemelos. Fue pareja de Tamara, hasta que el mismo le confesó que sabía lo de la relación que mantenía con el piloto personal de este, Sasha. Cuando empujó a su hijo para que lograra salvarse, cae al vacío y muere instantáneamente.                                                     |
| Beatrice Rosen                 | Tamara Jikan                | Muchacha muy infeliz.,Fue una de las pacientes de Gordon cuando la conoció. Ella tiene un perrito llamado César, que comparte con sus hijastros gemelos. Le era infiel a Yuri con el piloto Sasha. Muere ahogada cuando salva a Lilly y a su perrito de morir ahogadas.                                                                                                  |
| Chin Han                       | Tenzin                      | Hermano mayor de Nima y nieto de los Sonam. Trabaja en la construcción de las arcas para poder salvar a su familia. |
| Osric Chau                     | Nima                        | Monje budista, fiel seguidor del Gran Lama. Es hermano menor de Tenzin, y nieto de los abuelos Sonam. Él salva a sus abuelos, guiándolos a donde trabaja su hermano. |
| Alexandre y Philippe Haussmann | Alec y Oleg Karpov          | Gemelos hijos de Yuri Karpov, fueron hijastros de Tamara. Su padre se sacrificó para que Oleg se pudiera salvar en el barco. |
| Lisa Lu                        | Abuela Sonam                | Abuela tibetana de Nima y Tenzin. |
| Tseng Chang                    | Abuelo Sonam                | Abuelo tibetano de Nima y Tenzin. |
| Johann Urb                     | Sasha                       | Piloto personal de Yuri. Tuvo una relación con la novia de él, Tamara. Muere cuando el avión en el que estaba cae al vacío y explota en medio de la nieve. |
| Agam Darshi                    | Dra. Aparna de Tsurutani    | Esposa de Satnam. Muere cuando un tsunami arrasa India. |
| Mateen Devji                   | Ajit Tsurutani (5 años)     | Hijo de Satnam y Aparna. |
| Qayam Devji                    | Ajit Tsurutani (9 años)     | Hijo de Satnam y Aparna. Muere cuando un tsunami arrasa India. |
| Raj Lal                        | Gurdeep Tsurutani           | Hermano de Satnam. Muere cuando un tsunami arrasa India. |
| Kinua McWatt                   | Yoko Delgatto               | Nieta de Tony Delgatto. Posiblemente murió durante un terremoto en Tokio junto a sus padres. |
| Kyndall Grant                  | Ex Gobernador de California | Posiblemente murió durante el megaterremoto en Los Ángeles. |
| Paul Tryl                      | Zultan Balashin             | Boxeador. Posiblemente murió durante los terremotos o la nube de cenizas en Las Vegas. |
| Patrick Bauchau                | Roland Picard               | Fue el director del Museo de Louvre y gran amigo de Laura. Fue asesinado por el gobierno de los Estados Unidos, cuando el auto donde viajaba explota mientras se dirigía a dar una conferencia de prensa. |
| Henry O                        | Lama Rinpoche               | Monje budista, maestro de Nima. Murió cuando el tsunami destrozó su casa que estaba en una pequeña colina elevada. |
| Merrilyn Gann                  | Canciller de Alemania       | Encargada de representar a Alemania en la reunión por la catástrofe que se avecina. Es una de las que se pone de acuerdo en abrir las arcas para que la gente se salvase. |
| Zinaid Memisevic               | Presidente Sergey Makarenko | Presidente de Rusia. |
| Leonard Tenisci                | Primer ministro italiano    | Encargado de representar a Italia en la reunión por la catástrofe. Él decidió quedarse en su país a cumplir sus labores, cuando muere por el megaterremoto. |
| Daren A. Herbert               | Kevin                       | Mesero del crucero con Harry Hemsley y Tony Delgatto. Muere cuando un tsunami se topó con el Génesis y viró completamente el barco. |
| Pasi Daruwalla                 | Dr. Lokesh                  | Catedrático de física de la universidad de Chennai. Muere cuando un tsunami arrasa la India. |
| Parm Soor                      | Príncipe Saudí              | Estuvo con Isaacs en Londrés. |
| Gerard Plunkett                | Isaacs                      | Oficial de MI6 con el Príncipe Saudí en Londres. |
| Tanya Champoux                 | Sra. Birnbaum               | Maestra de Lilly Curtis. Posiblemente murió durante el megaterremoto en Los Ángeles. |
| Elizabeth Richard              | Reina Isabel II             | Reina del Reino Unido, venía con su esposo el príncipe Felipe de Edimburgo, el duque de Edimburgo y sus perros, venían en la presa de Cho Ming, Tíbet. |
| Jason Diablo                   | Oficial técnico de Arca 04  | |
| Vincent Cheng                  | Cnel. Chino                 | |

## Banda sonora
El 17 de noviembre de 2009, la banda sonora de la película se puso a la venta en Amazon.com y iTunes, después de publicar un concurso con el que el usuario podía ganar el álbum de la película. La canción 2012 The End Of The World es el tema principal de la película.
1. Time For Miracles - Adam Lambert - compuesta por Alain Johannes y Natasha Schneider
2. Constellation
3. Wisconsin
4. U.S. Army
5. Ready To Rumble
6. Spirit of Santa Mónica
7. It Ain't The End Of The World - George Segal, Blu Mankuma
8. Great Kid
9. Finding Charlie
10. Run, Daddy Run
11. Stepping Into The Darkness
12. Leaving Las Vegas
13. Ashes in D.C.
14. We Are Taking The Bentley
15. Nampan Plateau
16. Saving Caesar
17. Adrián Speech
18. Open The Gates
19. The Impact
20. Suicide Mission
21. 2012 The End Of The World
22. Collision With Mount Everest
23. The End Is Only The Beginning
24. Fades Like a Photograph - compuesta por Richard Patrick, Harald Kloser y Thomas Wanker.

Adam Lambert interpreta la canción Time For Miracles que fue calificada por Brian May como "verdaderamente sensacional" y al propio Adam como "una nueva estrella del mundo del rock".

### Otros temas
- Afreen Afreen - Nusrat Fateh Ali Khan - compuesta por Javed Akhtar y Nusrat Fateh Ali Khan
- Minueto - String Quintet In E Major, Op. 11 No. 5
- Will the Circle Be Unbroken - The Nitty Gritty Dirt Band - compuesta por A. P. cárter
- Can I Call You Baby - The Pearls - compuesta por James Davis

## Promoción
La producción publicó un tráiler de prueba para 2012, que muestra un tsunami sobre el Himalaya, con un mensaje: «Los gobiernos del mundo no prepararon al pueblo para el fin del mundo», y el tráiler final termina con un mensaje al público para que «averigüen la verdad» buscando 2012. El diario británico The Guardian criticó el método como «algo profundamente dañado».
Otra estrategia fue el marketing viral mediante una página electrónica de la entidad ficticia «Institute for Human Continuity» o «Instituto para la Continuidad Humana», la cual trabaja supuestamente desde hace 25 años y asegura que la destrucción del mundo está comprobada científicamente en un 94%. Además, el sitio dice: «Los mayas lo profetizaron, la ciencia lo ha confirmado y los gobiernos no nos han dicho ni una palabra».
En el sitio electrónico, los internautas pueden registrarse para obtener un número para una lotería, en la cual los ganadores harían parte del supuestamente privilegiado porcentaje de la humanidad que será rescatada de la destrucción global.
En esta película, es una de las pocas veces en las que el presidente de Estados Unidos es afrodescendiente (haciendo una probable centralización en Barack Obama). Asimismo, el gobernador de California es interpretado por Arnold Schwarzenegger en un breve cameo, quien ha sido gobernador de dicho estado entre 2003 y 2011. Una mujer es canciller de Alemania (probable referencia a Angela Merkel) y la reina Isabel II del Reino Unido es recreada entrando a las arcas con su marido, Felipe de Edimburgo.

## DVD y Blu-ray
El lanzamiento en DVD y Blu-ray fue el 2 de marzo de 2010, e incluyó dos discos Blu-ray para copia digital en PSP, PC, Mac y iPod. El Blu-ray región A de EE. UU. solo vino con audio y subtítulos en inglés y francés.

## Controversias
En una entrevista con Roland Emmerich, dijo que pensaba incluir la Kaaba; la construcción con forma de cubo sagrada para los musulmanes; entre los símbolos culturales destruidos en la película, pero su coescritor no le permitió hacerlo.

Bueno, yo quería hacer eso, tengo que admitirlo, pero mi coguionista Harald Kloser dijo: «No voy a tener una cuestión no tan clara en la cabeza por una película». Y tenía razón. Tenemos todos, en el mundo occidental, que pensar en esto. En realidad puedes dejar que los símbolos cristianos se desmoronen, pero si quieres hacer esto con un símbolo árabe, tendrías... una fatwa, y que suena un poco al estado de este mundo. Así que es solo algo que pienso, que no tiene nada de importante, de todos modos...

Existe similitud en el argumento de las arcas y la novela de Cussler El secreto de la Atlántida.
En Corea del Norte la película fue prohibida porque el año que pone título a la película coincidía con el 100 aniversario del nacimiento de Kim Il-sung y arrestaron a todo aquel que vio la película pirateada.

## Recepción

### Taquilla
Inició en el primer puesto en las películas más taquilleras con un estimado de 65 millones de dólares en su primer fin de semana en el país y 160 millones en los mercados extranjeros, sumando un total de 225 millones de dólares en todo el mundo. Actualmente, su recaudación a nivel mundial es de 759,9 millones de dólares, de los cuales 164,5 millones pertenecen a Estados Unidos.,A pesar de la recaudación de 759,9 millones de dólares la película se la considera poco rentable ya que sus altos costos de producción y distribución disminuyeron considerablemente sus ganancias estimadas para el estudio.

### Crítica
La película recibió críticas negativas por parte de los críticos. Rotten Tomatoes informó que el 39% de los críticos de cine dio una revisión positiva, basada en una muestra de 236 comentarios, con una puntuación media de 5 sobre 10. Los críticos citaron numerosas inexactitudes científicas, guion flojo y fuerte dependencia de las imágenes por ordenador, mientras que otros los elogiaron. En su sección Top Critics les fue aún peor, con solo el 32% de los críticos dándole un examen positivo, basado en 38 comentarios, con un promedio de 4,8 de 10. En Metacritic, la película tiene una puntuación de 51 sobre 100.
Peter Travers, de Rolling Stone, criticó la película comparándola con Transformers: la venganza de los caídos: «Tened cuidado con 2012, que tiene una milagrosa y dudosa coincidencia con Transformers 2, que cae en lo cínico, aturde mentalmente, pierdes el tiempo, gastas dinero y te succiona el alma de manera estúpida».
Roger Ebert se entusiasmó con la película, dándole 3,5 estrellas sobre 4, diciendo que «cumple lo que promete, [...] será, para el público, una de las películas más satisfactorias del año».
En China, un comentarista alabó los elementos y escenas de China de la película, diciendo que eran «bien recibidos por los cinéfilos locales». El artículo de un espectador para China Daily informó de que su teatro «rompió en aplausos porque un oficial del Ejército Popular de Liberación saludaban a los sobrevivientes de América, que llegaron a China» durante la película, aunque un miembro de la audiencia cercana también comentó en voz alta que el director «debe estar desesperado para halagar al público chino por razones de taquilla». La sede de Apple Daily en Hong Kong informó que «la película describe la "grandeza" del Gobierno chino y el pueblo chino. Esto hizo que el público chino riera y aplaudiera. Ellos estaban muy emocionados».

## Secuela y posterior cancelación
En declaraciones a la revista Entertainment Weekly, Emmerich afirmó que una serie de televisión basada en la película se estaba planificando. La serie serviría como secuela de la película, enfocada en un grupo de supervivientes en el año 0001, siendo el 2013 la fecha tentativa de estreno. Sin embargo, los planes se cancelaron posteriormente por razones presupuestarias. Habría sido la tercera película de Roland Emmerich en generar una spin-off.